# Łosośniczka
Łosośniczka (też Nowa Łosośnica) – kolonia w Polsce położona w województwie zachodniopomorskim, w powiecie łobeskim, w gminie Resko.
W latach 1975–1998 miejscowość administracyjnie należała do województwa szczecińskiego.
Zobacz też: Łosośnica